# Preußische Geheimpolizei
Preußische Geheimpolizei (dansk: Det preussiske hemmelige politi) var statspolitiet i Preussen i det 19. århundrede og starten af det 20. århundrede. 
I 1851 blev politiforbundet af tyske stater oprettet af politimyndighederne i Østrig, Baden, og de tyske fyrstendømmer Preussen, Sachsen, Hannover, Bayern og Württemberg. Det var specielt organiseret for at imødegå de politiske dissent efter revolutionerne i 1848, der spredte sig i Tyskland.
Det preussiske hemmelige politi har et historisk dårligt ry, da det var model for det senere Gestapo.
Det preussiske hemmelige politi ophørte med at eksistere i 1933, med oprettelsen af Gestapo, og blev aldrig oprettet igen, da Preussen ophørte med at ekssistere som land og stat efter 2. verdenskrig.

## References
- International Policing in 19th-Century Europe: The Police Union of German States, 1851-1866

| Historie | Spire Denne historieartikel er en spire som bør udbygges. Du er velkommen til at hjælpe Wikipedia ved at udvide den. |

| Myndighed | Spire Denne artikel om en offentlig myndighed er en spire som bør udbygges. Du er velkommen til at hjælpe Wikipedia ved at udvide den. |